# Албертина Фридерика фон Баден-Дурлах
Албертина Фридерика фон Баден-Дурлах (на немски: Albertine Friederike von Baden-Durlach; * 3 юли 1682, замък Карлсбург, Дурлах, днес в Карлсруе; † 22 декември 1755, Хамбург) от род Дом Баден, е маркграфиня от Маркграфство Баден-Дурлах и чрез женитба херцогиня на Шлезвиг-Холщайн-Готорп, майка на шведския крал Адолф Фредерик и баба на руската императрица Екатерина II Велика.

## Живот
Дъщеря е на маркграф Фридрих VII Магнус фон Баден-Дурлах (1647 – 1709) и принцеса Августа Мария фон Шлезвиг-Холщайн-Готорп (1649 – 1728), дъщеря на херцог Фридрих III и на херцогиня Мария Елизабет Саксонска. Чрез бабата на баща ѝ Кристина Магдалена фон Цвайбрюкен тя е праправнучка на шведския крал Карл IX.
Албертина Фридерика се омъжва на 2 (3) септември 1704 г. за херцог Кристиан Август фон Шлезвиг-Холщайн-Готорп (* 11 януари 1673, † 24 април 1726), от 1705 княжески епископ на Любек.
Тя умира на 22 декември 1755 (на 73 години) в Хамбург и е погребана в построената през 1747 г. Нова княжеска епископска гробна капела на катедралата в Любек при нейния съпруг и нейния син принц Карл († 1727).

## Деца
Албертина Фридерика и херцог Христиан Август имат децата:
- Хедвиг София (1705 – 1764), абатиса в Херфорд от 1750
- Карл Август (1706 – 1727), епископ на Любек (1726 – 1727), сгоден за велика княгиня Елисавета от Русия
- Фридерика Амалия (1708 – 1731), монахиня в Кведлинбург
- Анна (1709 – 1758), омъжена 1742 за Вилхелм фон Саксония-Гота-Алтенбург (1701 – 1771), син на херцог Фридрих II фон Саксония-Гота-Алтенбург
- Адолф Фредерик (1710 – 1771), трон-принц на Швеция от 1743, крал на Швеция (1751 – 1771), женен 1744 за Луиза Улрика Пруска (1720 – 1782), дъщеря на крал Фридрих Вилхелм I
- Фридрих Август (1711 – 1785), херцог на Олденбург, женен 1752 за Улрика Фридерика (1722– 1787), дъщеря на ландграф Максимилиян фон Хесен-Касел
- Йохана Елизабет (1712 – 1760), омъжена 1727 за Кристиан Август фон Анхалт-Цербст (1690 – 1747), майка на руската императрица Екатерина II Велика
- Фридерика София (*/† 1713)
- Вилхелм Христиан (1716 – 1719)
- Фридрих Конрад (*/† 1718)
- Георг Лудвиг (1719 – 1763), женен 1750 за София Шарлота (1722 – 1763), дъщеря на херцог Фридрих Вилхелм II фон Шлезвиг-Холщайн-Зондербург-Бек